# Обсерваторія Улугбека
Обсерваторія Улугбека (узб. Ulug'bek rasadxonasi) — одна з найзначніших обсерваторій середньовіччя, побудована Улугбеком на пагорбі Кухак в околицях Самарканда в 1424-1428 роках.

## Опис
Залишки обсерваторії знайшов і дослідив археолог В. Л. Вяткін 1908 року. Виявити точний опис місця розташування обсерваторії допомогло вивчення одного з документів XVII століття: дарчу на землі для дервішської обителі. 1948 року експедиція Інституту історії і археології Академії наук Узбецької РСР, керована археологом В. А. Шишкіним (1893—1966), завершила останній етап розкопок, оголивши фрагменти будівлі і фундамент аж до природної скелі.
Згідно зі зробленою реконструкцією, обсерваторія мала вигляд триповерхової циліндричної споруди заввишки 30,4 м і діаметром 46,40 м, і вміщала орієнтований з півночі на південь грандіозний кутомір — секстант (або квадрант) радіусом 40,21 м, на якому проводили вимірювання висоти небесних світил над горизонтом під час їх проходження через небесний меридіан. Прилад відкритий розкопками і добре зберігся в підземній частині. Вважається, що його дуга становила шосту частину кола з робочою частиною від 20° до 80°.
Дуга інструменту обмежена двома бар'єрами, облицьованими мармуром. На кожному градусі кола по мармуру вирізані поділки й цифри. Кожному градусу відповідає інтервал в 70 см. Уздовж бар'єрів йдуть цегляні сходи.
Азимутальні спостереження могли проводити на горизонтальному колі на даху будівлі. В обсерваторії були й інші інструменти, які не збереглися.
В обсерваторії Улугбека працювали такі великі астрономи, як Казі-заде ар-Румі, аль-Каші, аль-Кушчі. Там до 1437 року було складено Гурганський зідж — каталог зоряного неба, в якому було описано 1018 зір. Там же була визначена тривалість зоряного року: 365 днів, 6 годин, 10 хвилин, 8 секунд (із похибкою + 58 секунд).[джерело?]

## Історія
Засновник обсерваторії Мухаммад Тарагай Улугбек, онук Тимура (Тамерлана), народився в 1394 році, за 11 років до смерті свого діда. Вчителями царевича були письменник і філософ Аріф Азарі і великий математик Казі-заде Румі, який згодом багато зробив для обсерваторії. Улугбек з дитинства виявляв великі здібності і інтерес до математики. На нього справили велике враження поїздки разом з Тимуром в султанів[уточнити], в Марат і відвідування там Марагінскої обсерваторії, спорудженої перським вченим Насир ад-Діном ат-Тусі (1201—1274 роки). Ймовірно, саме там у хлопчика зародився інтерес до астрономії.
Ставши правителем Самарканда, Улугбек розпочав здійснювати свою давню мрію — створення обсерваторії. Головним своїм консультантом в цій великій справі Улугбек назвав Румі. «За допомогою і сприяння вчителя, — пише він, — великого вченого, який несе прапор науки, що вказує шляхи істини і дослідження, Казі-заде Румі розпочали створення обсерваторії».
Обсерваторія — споруда особливого роду, і тут головна роль належала не архітекторові, а дослідникам, що визначали розміщення й розміри вбудованих інструментів, тобто, Улугбеку й Румі. Слід сказати, що ухвалені ними рішення були сміливими й оригінальними[джерело?]. Будівництво тривало близько трьох років. До осені 1420 року (за іншими даними — до 1428—1429 років) будівля обсерваторії була готова. Почалася встановлення й вивірка приладів. Цим на прохання Улугбека займався Джамшид Каші — астроном і блискучий математик із Кашана (1373—1430 роки).
Наукова програма обсерваторії була розрахована щонайменше на 30 років (період обертання Сатурна). Державні справи не дозволяли Улугбеку постійно перейматися усіма тонкощами роботи обсерваторії. Але те, що астрономія не була для Улугбека скороминущою примхою, доведено всім його життям. Він постійно опікувався своїм дітищем, був натхненником і науковим керівником усіх основних робіт.
Перші десять років існування обсерваторії нею керував Джамшид Каші. Після його смерті посаду обійняв сімдесятирічний Казі-заде Румі. Але через шість років,  1436 року, Румі теж помер. Для обсерваторії настав критичний час. Улугбек навіть думав припинити спостереження і видати таблиці в необробленому вигляді, але молодий астроном самаркандець Алі Кушчі (1402—1474) зумів налагодити роботу й переконав Улугбека продовжити спостереження.
Іноді пишуть про те, що після вбивства Улугбека 1449 року, обсерваторія припинила існування, а будівля її було зруйнована релігійними фанатиками[джерело?]. Дослідження останніх років показали, що це не так. Після Улугбека обсерваторія ще продовжувала працювати 20 років[джерело?]. Тільки в 1469 році, після вбивства правителя Самарканда Абу Сайда його сином мірзою Султаном Ахмадом, становище вчених настільки погіршилося, що Алі Кушчі з учнями змушений був залишити обсерваторію і перебратися в Герат, де першим міністром держави був видатний поет Сходу і державний діяч тимуридського Хорасана Алішер Навої, який надавав протекцію і підтримував матеріально вчених, мислителів, художників, музикантів і поетів. Незабаром самаркандського астронома запросили в Стамбул. Там він закінчив і видав праці обсерваторії. Астрономічні таблиці, складені в обсерваторії Улугбека, користувалися заслуженою славою на Сході і дуже довго залишалися неперевершеними по точності. В Європі вони були вперше видані в 1650 році[джерело?].
Спорожніла будівля обсерваторії стояла ще багато років і лише на початку XVI століття була розібрана на цеглу[джерело?].